# J. 밀스 구들로
J. 밀스 구들로(J. Mills Goodloe, 1971년 11월 15일 ~ )는 미국의 영화 감독, 배우, 각본가, 영화 프로듀서이다.
포트로더데일에서 태어났다.

## 영화
- 내가 사랑했던 모든 남자들에게: P.S. 여전히 널 사랑해 (2020년)
- 우리 사이의 거대한 산 (2017년)
- 에브리씽, 에브리씽 (2017년)
- 아델라인 : 멈춰진 시간 (2015년)
- 원더풀 투나잇 (2014년)
- 베스트 오브 미 (2014년)
- 리썰 웨폰 4 (1998년)
- 더블 탭 (1997년)
- 컨스피러시 (1997년)
- 매버릭 (1994년)